# Sony Xperia Z2
Das Sony Xperia Z2 (Codename Sirius) wurde am 24. Februar 2014 auf MWC 2014 vorgestellt und ist ein Full-HD-Android-Smartphone aus der Xperia-Serie der Firma Sony. Das in Deutschland verkaufte Modell hat die Typenbezeichnung D6503, welches Sonys World-Variante mit LTE ist.
Ausgeliefert wurde das Gerät mit der Android-Version 4.4.2 KitKat, überarbeitet mit der Sony UI. Im November 2014 erschien ein Update auf die Version 4.4.4, mit welcher kurz zuvor das Sony Xperia Z3 auf den Markt gebracht wurde. Die Android-Version 5.0.2 Lollipop erschien als Update im April 2015, im September 2015 wurde Update auf die Version 5.1.1 Lollipop ausgeteilt. Am 9. April 2016 begann Sony damit, die Android 6.0.1 Marshmallow-Aktualisierung auszuteilen.

## Display
Das Sony Xperia Z2 besitzt ein 5,2 Zoll (13,2 cm) großes Triluminos-TFT-Display mit einer Auflösung von 1920 × 1080 Pixeln (ca. 424 ppi Pixeldichte) und einem Farbraum von 16 Millionen Farben. Der integrierte X-Reality for mobile Bildprozessor unterstützt dabei den Grafikprozessor Adreno 330.

Der Touchscreen unterstützt zudem Multi-Touch-Gesten mit bis zu zehn Fingern.

## Kamera
Mit dem 1/2.3 inch Exmor RS for mobile erlaubt die Kamera als drittes Smartphone, nach dem Xperia Z und Xperia Z1, eine HDR-Videoaufnahme. Zudem bietet die 20,7-MP-Hauptkamera – neben der 2,2-MP-Frontkamera – weitere Leistungsmerkmale wie einen Blitz mit pulsierender LED und Fotolicht, Autofokus, Fokussieren und Aufnahme durch Tippen, Geotagging, einen Bildstabilisator, Rote-Augen-Reduzierung, Selbstauslöser und eine Gesichts- und Lächelerkennung. Zur Verbesserung der Fotoqualität wurde der Bildsensor um eine Sony-G-Lens-Optik mit einer Blende F 2.0 und einem leistungsfähigen BIONZ-Bildprozessor ergänzt, wie ihn z. B. auch einige Sony-Alpha- und NEX-Modelle besitzen.

## Design
Das Aussehen des Xperia Z2 wurde nach dem OmniBalance-Konzept entwickelt, wobei die Vorder- bzw. Hinterseite und die Kanten (nicht die Ecken) mit Glas beschichtet sind. Die Kanten werden dabei von Aluminium umrahmt. Mit 8,2 mm Dicke ist das Xperia Z2 etwas dünner als das Xperia Z1.

## Konnektivität
Das Xperia Z2 unterstützt Datenübertragungen per WLAN mit dem gängigen 802.11a/b/g/n/ac-Standard im 2,4-GHz- und 5-GHz-Band. NFC ermöglicht das Übertragen von Daten, etwa durch das gegenseitige Berühren von zwei NFC-fähigen Geräten. Eine der Umsetzungen von NFC sind die SmartTags, welche z. B. von Sony angeboten werden. Diesen „SmartTags“ in verschiedenen Farben kann man jeweils Einstellungen und/oder Aktionen zuordnen und damit Einstellungen des Geräts vereinfachen. Bluetooth 4.0 ermöglicht die Verwendung von Bluetooth Low Energy bzw. Bluetooth Smart.

## Festigkeit
Das Gehäuse des Xperia Z2 ist wie beim Vorgänger Xperia Z1 wasser- und staubdicht nach dem IP58-Standard. Das bedeutet, dass Staub in schädigender Menge und ein 30-minütiges Versinken in 1,5 m tiefem Wasser keine Schäden hervorruft.

## Smart-Zubehör
Sony bietet für seine Smartphones Zubehör an, welches im Wesentlichen auf diese zugeschnitten sind, aber meist auch mit anderen Android-Smartphones funktionieren. So gibt es schon seit einiger Zeit seine Smartwatch MN2, von der es seit Kurzem die zweite Generation SW2 gibt. Für diese gibt es einige Apps im PlayStore, mit denen dann diverse Informationen, eingehende Nachrichten und Anrufe, die MP3-Player-Steuerung, Fotofernsteuerung und einiges mehr möglich ist.
Weiterhin wurde das Stereo-Bluetooth-Headset SBH50 und vor Kurzem der Nachfolger SBH52 vorgestellt. Die Besonderheit der beiden Headsets ist die Möglichkeit, ebenfalls Statusmeldungen und Anrufe anzuzeigen. Das SBH52 kann man als Besonderheit sogar als Minitelefon ohne Ohrhörer verwenden, da es wie ein kleiner Telefonhörer im oberen Teil einen Lautsprecher und unten ein Mikrofon hat. Dieser Minihörer mit Stereo-Headset wurde mit dem Phablet Sony Xperia Z Ultra vorgestellt.

## Bewertung und Kritik
In Expertentests wie z. B. der Zeitschrift „Connect“ werden insbesondere die Ausdauer und die gute Integration ins Sony-Ökosystem gelobt, aber der schwache Empfang im GSM-Netz kritisiert.